# Josep Benito i Martínez
Josep Benito i Martínez (Vic, 13 d'octubre de 1967) és un antic jugador d'hoquei sobre patins català de les dècades de 1980 i 1990.

## Trajectòria
Començà a jugar a hoquei amb el CP Vic, club amb el qual debutà a Divisió d'Honor amb només 15 anys. Posteriorment fitxà pel Liceo HC, Igualada HC i FC Barcelona. El 1992 retornà al CP Vic, on jugà durant set temporades, retirant-se el 1999, després d'aconseguir la primera Copa del Rei per al club. Jugà amb Espanya entre 1989 i 1998, amb qui guanyà el Mundial de 1989 i fou segon als Jocs Olímpics de 1992.

## Palmarès
Liceo HC
- Lliga d'Espanya:
  - 1985-86

Igualada HC
- Lliga d'Espanya:
  - 1988-89

CP Vic
- Copa d'Espanya:
  - 1999

Espanya
- Campionat del Món:
  - 1989